# Can't Fight the Moonlight
"Can't Fight the Moonlight" là một bài hát của nghệ sĩ thu âm người Mỹ LeAnn Rimes nằm trong album nhạc phim của bộ phim năm 2000 Coyote Ugly. Nó được phát hành như là đĩa đơn đầu tiên trích từ album vào ngày 22 tháng 8 năm 2000 bởi Curb Records, đồng thời được chọn là bài hát chủ đề của bộ phim. "Can't Fight the Moonlight" sau đó cũng xuất hiện trong nhiều album tổng hợp của Rimes, bao gồm I Need You (2001), Greatest Hits (2003) và The Best of LeAnn Rimes (2004). Đây là một bản dance-pop được viết lời bởi Diane Warren, người đã hợp tác trước đó với nữ ca sĩ cho bài hát năm 1997 của bộ phim Con Air "How Do I Live", trong khi phần sản xuất được đảm nhiệm bởi Trevor Horn.
Sau khi phát hành, "Can't Fight the Moonlight" nhận được những phản ứng tích cực từ các nhà phê bình âm nhạc, trong đó họ đánh giá cao giai điệu bắt tai cũng như quá trình sản xuất của nó. Bài hát cũng gặt hái những thành công vượt trội về mặt thương mại, đứng đầu các bảng xếp hạng ở Úc, Phần Lan, Ireland, Hà Lan, New Zealand, Thụy Điển và Vương quốc Anh, và lọt vào top 10 ở hầu hết những quốc gia nó xuất hiện, bao gồm vươn đến top 5 ở nhiều thị trường lớn như Bỉ, Đan Mạch, Pháp, Ý, Na Uy và Thụy Sĩ. Tại Hoa Kỳ, nó đạt vị trí thứ 11 trên bảng xếp hạng Billboard Hot 100, trở thành đĩa đơn thứ ba trong sự nghiệp của Rimes lọt vào top 20 tại đây, và là một trong những đĩa đơn mất nhiều thời gian nhất để lọt vào top 40 của bảng xếp hạng với 29 tuần.
Một video ca nhạc cho "Can't Fight the Moonlight" đã được phát hành, trong đó bao gồm những cảnh Rimes trình diễn bài hát ở quán bar "Coyote Ugly", và khiêu vũ với những nhân vật trong phim đang làm việc tại đây, bên cạnh một số hình ảnh từ Coyote Ugly. Để quảng bá bài hát, Rimes đã trình diễn nó trên nhiều chương trình truyền hình và lễ trao giải lớn, bao gồm Top of the Pops, Giải thưởng Hàn lâm Nhạc đồng quê năm 2001 và Giải thưởng Giải trí Blockbuster năm 2001, nơi bài hát chiến thắng một giải cho Bài hát được yêu thích từ một bộ phim, cũng như trong tất cả những chuyến lưu diễn trong sự nghiệp của cô kể từ khi phát hành. Được ghi nhận là một trong những bài hát trứ danh của Rimes, "Can't Fight the Moonlight" đánh dấu bước chuyển đổi hoàn toàn của cô sang thể loại nhạc pop, cũng như được hát lại và sử dụng làm nhạc mẫu bởi một số nghệ sĩ.

## Danh sách bài hát
| Đĩa CD tại châu Âu 1. "Can't Fight the Moonlight" — 3:35 2. "Can't Fight the Moonlight" (Latino phối) — 3:32 Đĩa CD maxi tại châu Âu 1. "Can't Fight the Moonlight" — 3:35 2. "Can't Fight the Moonlight" (Latino phối) — 3:32 3. "Can't Fight the Moonlight" (Almighty phối) — 7:52 4. "Can't Fight the Moonlight" (Sharp Radio chỉnh sửa) — 3:38 | Đĩa CD tại Anh quốc 1. "Can't Fight the Moonlight" — 3:35 2. "But I Do Love You" — 3:20 Đĩa CD maxi tại Anh quốc 1. "Can't Fight the Moonlight" (Latino phối) — 3:32 2. "Can't Fight the Moonlight" (Thunderpuss Club phối) — 8:45 3. "Can't Fight the Moonlight" (Almighty Radio chỉnh sửa) — 3:58 4. "Can't Fight the Moonlight" (Sharp Radio chỉnh sửa) — 3:38 |

## Xếp hạng
| Bảng xếp hạng (2000-02)               | Vị trí cao nhất |
| ------------------------------------- | --------------- |
| Úc (ARIA)                             | 1               |
| Áo (Ö3 Austria Top 40)                | 8               |
| Bỉ (Ultratop 50 Flanders)             | 1               |
| Bỉ (Ultratop 50 Wallonia)             | 3               |
| Canada (Canadian Singles Chart)       | 6               |
| Đan Mạch (Tracklisten)                | 3               |
| Châu Âu (European Hot 100 Singles)    | 3               |
| Phần Lan (Suomen virallinen lista)    | 1               |
| Pháp (SNEP)                           | 3               |
| Đức (Official German Charts)          | 8               |
| Ireland (IRMA)                        | 1               |
| Ý (FIMI)                              | 2               |
| Hà Lan (Dutch Top 40)                 | 1               |
| Hà Lan (Single Top 100)               | 1               |
| New Zealand (Recorded Music NZ)       | 1               |
| Na Uy (VG-lista)                      | 1               |
| Ba Lan (Polish Singles Chart)         | 1               |
| Romania (Romanian Top 100)            | 1               |
| Scotland (OCC)                        | 1               |
| Thụy Điển (Sverigetopplistan)         | 1               |
| Thụy Sĩ (Schweizer Hitparade)         | 2               |
| Anh Quốc (OCC)                        | 1               |
| Hoa Kỳ Billboard Hot 100              | 11              |
| Hoa Kỳ Adult Contemporary (Billboard) | 5               |
| Hoa Kỳ Adult Pop Airplay (Billboard)  | 5               |
| Hoa Kỳ Hot Country Songs (Billboard)  | 61              |
| Hoa Kỳ Pop Airplay (Billboard)        | 8               |

| Bảng xếp hạng (2000)                  | Vị trí |
| ------------------------------------- | ------ |
| Finland (Suomen virallinen lista)     | 99     |
| Netherlands (Dutch Top 40)            | 103    |
| Netherlands (Single Top 100)          | 38     |
| Sweden (Sverigetopplistan)            | 72     |
| UK Singles (Official Charts Company)  | 12     |
| Bảng xếp hạng (2001)                  | Vị trí |
| Australia (ARIA)                      | 1      |
| Austria (Ö3 Austria Top 75)           | 40     |
| Belgium (Ultratop 50 Flanders)        | 12     |
| Belgium (Ultratop 40 Wallonia)        | 16     |
| Denmark (Tracklisten)                 | 43     |
| Europe (European Hot 100 Singles)     | 5      |
| Finland (Suomen virallinen lista)     | 11     |
| France (SNEP)                         | 24     |
| Germany (Official German Charts)      | 52     |
| Italy (FIMI)                          | 25     |
| Netherlands (Dutch Top 40)            | 44     |
| Netherlands (Single Top 100)          | 21     |
| New Zealand (Recorded Music NZ)       | 7      |
| Norway Winter Period (VG-lista)       | 4      |
| Romania (Romanian Top 100)            | 23     |
| Sweden (Sverigetopplistan)            | 24     |
| Switzerland (Schweizer Hitparade)     | 27     |
| UK Singles (Official Charts Company)  | 142    |
| Bảng xếp hạng (2002)                  | Vị trí |
| US Billboard Hot 100                  | 56     |
| US Hot Soundtrack Singles (Billboard) | 7      |

| Bảng xếp hạng (2000-09)              | Vị trí |
| ------------------------------------ | ------ |
| Australia (ARIA)                     | 46     |
| France (SNEP)                        | 102    |
| Netherlands (Single Top 100)         | 34     |
| UK Singles (Official Charts Company) | 55     |

## Chứng nhận
| Quốc gia                                                                           | Chứng nhận  | Số đơn vị/doanh số chứng nhận |
| ---------------------------------------------------------------------------------- | ----------- | ----------------------------- |
| Úc (ARIA)                                                                          | 3× Bạch kim | 210.000^                      |
| Bỉ (BEA)                                                                           | Bạch kim    | 50.000*                       |
| Đan Mạch (IFPI Đan Mạch)                                                           | Vàng        | 5,000^                        |
| Pháp (SNEP)                                                                        | Vàng        | 340,000                       |
| Hà Lan (NVPI)                                                                      | Bạch kim    | 60.000^                       |
| Thụy Điển (GLF)                                                                    | Bạch kim    | 30.000^                       |
| Thụy Sĩ (IFPI)                                                                     | Vàng        | 25.000^                       |
| Anh Quốc (BPI)                                                                     | Bạch kim    | 600.000^                      |
| Hoa Kỳ (RIAA)                                                                      | Vàng        | 500.000^                      |
| * Chứng nhận dựa theo doanh số tiêu thụ. ^ Chứng nhận dựa theo doanh số nhập hàng. |             |                               |